# To France
To France is een single verschenen onder de titel van Mike Oldfield; op de hoes wordt tevens vermeld dat Maggie Reilly de zangstem voor haar rekening neemt.
To France is de opener van het studioalbum Discovery uit 1984. Op 16 juni van dat jaar werd het nummer op single uitgebracht.

## Achtergrond
Het nummer kan gezien worden als de opvolger van Oldfields grootste hit Moonlight Shadow. Evenals Moonlight Shadow bevat het vocalen van Reilly en werd het een internationale hit. Het centrale thema van het nummer is Maria I van Schotland, die in Engeland zit opgesloten en droomt over een mogelijke vluchtreis naar Frankrijk; ze zou het nooit meer halen: ze werd op 8 februari 1587 onthoofd.
De B-kant, voor zover daarvan nog sprake is in het digitale tijdperk, wordt gevormd door In the Pool (7"-vinylsingle) of In the Pool en Bones (12"), nummers die niet op het album voorkomen, een lokkertje om de 7" of de 12"-maxisingle te kopen. De 12" bevat een "extended version" van het nummer (de 5:32-versie).
Simon Phillips is als drummer de enige andere muzikant op dit nummer; Oldfield speelt alle overige instrumenten.

## Hitnoteringen
To France werd een hit in het Duitse, Franse en Nederlandse taalgebied en op de Britse eilanden. In Duitsland werd de 6e positie bereikt, in Zwitserland de 7e en in Oostenrijk de 9e. In Frankrijk werd de 23e positie bereikt. In Oldfields' en Reilly's thuisland het Verenigd Koninkrijk werd een bescheiden 48e positie in de UK Singles Chart behaald.
In Nederland was de plaat op woensdag 20 juni 1984 de 25e Speciale Aanbieding bij de KRO op Hilversum 3 en een dag later, donderdag 21 juni 1984, TROS Paradeplaat op de befaamde donderdag en werd mede hierdoor een gigantische hit in de destijds drie landelijke  hitlijsten op de nationale publieke popzender. De plaat bereikte de 3e positie in zowel de TROS Top 50 als de Nederlandse Top 40. In de Nationale Hitparade werd de 4e positie bereikt. In de Europese hitlijst op Hilversum 3, de TROS Europarade, werd eveneens de 4e positie bereikt.
Het was de laatste keer dat Oldfield in Nederland de hitlijsten haalde. 
In België bereikte de plaat de 2e positie in de voorloper van de Vlaamse Ultratop 50 en de 3e positie in de Vlaamse Radio 2 Top 30. In Wallonië werd géén notering behaald.
In 2002 werd een dance versie gemaakt door het Duitse Eurodance project Novaspace, deze behaalde in Nederland de 29e positie in de Nederlandse Top 40 op destijds Radio 538 en werd er ook Dancesmash. In de publieke hitlijst; toentertijd de Mega Top 100 op Radio 3FM, werd de 40e positie behaald.
Eind 2006 werd een jumpstyle versie gemaakt door de Belgische diskjockey Mark with a K, deze bereikte de  18e positie in de Nederlandse Top 40 en werd in 2007 Dancesmash op Radio 538 en bereikte de 33e positie in de publieke hitlijst; toentertijd de Mega Top 50 op 3FM.

### Nederlandse Top 40
| To France in de Nederlandse Top 40 -- binnen: 30-06-1984 | To France in de Nederlandse Top 40 -- binnen: 30-06-1984 | To France in de Nederlandse Top 40 -- binnen: 30-06-1984 | To France in de Nederlandse Top 40 -- binnen: 30-06-1984 | To France in de Nederlandse Top 40 -- binnen: 30-06-1984 | To France in de Nederlandse Top 40 -- binnen: 30-06-1984 | To France in de Nederlandse Top 40 -- binnen: 30-06-1984 | To France in de Nederlandse Top 40 -- binnen: 30-06-1984 | To France in de Nederlandse Top 40 -- binnen: 30-06-1984 | To France in de Nederlandse Top 40 -- binnen: 30-06-1984 | To France in de Nederlandse Top 40 -- binnen: 30-06-1984 | To France in de Nederlandse Top 40 -- binnen: 30-06-1984 |
| Week                                                     | 1                                                        | 2                                                        | 3                                                        | 4                                                        | 5                                                        | 6                                                        | 7                                                        | 8                                                        | 9                                                        | 10                                                       |                                                          |
| -------------------------------------------------------- | -------------------------------------------------------- | -------------------------------------------------------- | -------------------------------------------------------- | -------------------------------------------------------- | -------------------------------------------------------- | -------------------------------------------------------- | -------------------------------------------------------- | -------------------------------------------------------- | -------------------------------------------------------- | -------------------------------------------------------- | -------------------------------------------------------- |
| Nummer                                                   | 37                                                       | 20                                                       | 13                                                       | 5                                                        | 4                                                        | 3                                                        | 4                                                        | 7                                                        | 15                                                       | 30                                                       | uit                                                      |

### Nationale Hitparade
| To France in de Nationale Hitparade -- binnen: 07-07-1984 | To France in de Nationale Hitparade -- binnen: 07-07-1984 | To France in de Nationale Hitparade -- binnen: 07-07-1984 | To France in de Nationale Hitparade -- binnen: 07-07-1984 | To France in de Nationale Hitparade -- binnen: 07-07-1984 | To France in de Nationale Hitparade -- binnen: 07-07-1984 | To France in de Nationale Hitparade -- binnen: 07-07-1984 | To France in de Nationale Hitparade -- binnen: 07-07-1984 | To France in de Nationale Hitparade -- binnen: 07-07-1984 | To France in de Nationale Hitparade -- binnen: 07-07-1984 | To France in de Nationale Hitparade -- binnen: 07-07-1984 | To France in de Nationale Hitparade -- binnen: 07-07-1984 |
| Week                                                      | 1                                                         | 2                                                         | 3                                                         | 4                                                         | 5                                                         | 6                                                         | 7                                                         | 8                                                         | 9                                                         | 10                                                        |                                                           |
| --------------------------------------------------------- | --------------------------------------------------------- | --------------------------------------------------------- | --------------------------------------------------------- | --------------------------------------------------------- | --------------------------------------------------------- | --------------------------------------------------------- | --------------------------------------------------------- | --------------------------------------------------------- | --------------------------------------------------------- | --------------------------------------------------------- | --------------------------------------------------------- |
| Nummer                                                    | 28                                                        | 6                                                         | 5                                                         | 4                                                         | 4                                                         | 7                                                         | 12                                                        | 18                                                        | 25                                                        | 37                                                        | uit                                                       |

### TROS Top 50
TROS Paradeplaat op Hilversum 3 op donderdag 21 juni 1984.
Hitnotering: 28-06-1984 t/m 30-08-1984. Hoogste notering: #3 (2 weken).

### TROS Europarade
Hitnotering: 22-07-1984 t/m 12-11-1984. Hoogste notering: #4 (2 weken). 

### NPO Radio 2 Top 2000
| Nummer met noteringen in de NPO Radio 2 Top 2000 | '00  | '01  | '02  | '03  | '04  | '05  | '06  | '07 | '08  | '09  | '10  | '11-'12 | '13  |
| ------------------------------------------------ | ---- | ---- | ---- | ---- | ---- | ---- | ---- | --- | ---- | ---- | ---- | ------- | ---- |
| To France                                        | 1084 | 1060 | 1552 | 1315 | 1457 | 1522 | 1827 | -   | 1826 | 1999 | 1877 | -       | 1869 |

1. ↑  Een '-' betekent dat het nummer niet was genoteerd en een vetgedrukt getal geeft de hoogste notering aan.
2. ↑  2000 was het eerste jaar met een notering voor dit nummer.
3. ↑  Deze tabel is bijgewerkt tot en met de laatste editie (2024).